# Daubentonia madagascariensis
Daubentonia madagascariensis (numit și ai-ai) este o specie de mamifer lemurian ce trăiește în Madagascar. 
Lemurul ai-ai are al treilea deget foarte lung și flexibil, cu care bate în scoarța copacilor, face găuri și extrage larvele pe care le mănâncă. Se hrănește și ziua și noaptea.

## Legături externe
- Primate Behavior: Aye-Aye
- ARKive – images and movies of the aye-aye (Daubentonia madagascariensis)
- Primate Info Net Daubentonia madagascariensis Factsheet
- U.S. Fish & Wildlife Service Species Profile